# Hans Buchart Petersen
Hans Buchart Petersen, född 18 juni 1917 i Slagelse, död 28 september 2006, var en dansk godsägare, konsul och socialdemokratisk politiker. Han var folketingsledamot 1970-1979.
Hans Buchart Petersen var son till proprietären Hans Petersen (död 1966) och Clara Elisabeth Pedersen (död 1976). Han tog realexamen 1934 och gick därefter i handelslära på Det Østasiatiske Kompagni (1934-1937). Han tjänstgjorde sedan som sekreterare för prins Axel av Danmark och var utstationerad i Kina, Japan och Afrika (1937-1939). Han beslöt sig sedan för att bli lantbrukare och utbildade sig inom detta område (1939-1943). Han studerade sedan på Niels Brocks købmandsskole (1943-1945) och köpte gården Bjergbygård 1946, som han drev till 1990.
Hans Buchart Petersen blev invald i Stigs Bjergbys (senare Tornved kommun) sockenstämma 1962 för Socialdemokratiet. Han kom in i Folketinget som suppleant 1970 och behöll detta mandat till 1979. Under denna tid fick han smeknamnet ”den röda godsägaren” av Per Hækkerup. Från 1979 var han president för välgörenhetsorganisationen Dansk Folkehjælp och 1982-1990 var han dansk konsul i Perth, Western Australia.